# Trixie Smith
Trixie Smith (Atlanta, 1895 – New York, 21 september 1943) was een Amerikaans blueszangeres, Vaudeville-entertainer en actrice. Ze maakte zo'n vier dozijn opnames.

## Oorsprong
Smith werd in 1895 geboren in Atlanta, de hoofdstad van de Amerikaanse staat Georgia. In haar jeugd ging ze naar de Selma University, in Selma (Alabama), voordat ze ging touren met het door het zuiden van de Verenigde Staten reizende Vaudevillecircuit.

## Carrière
In 1915, ze was toen 20 jaar, verhuisde ze naar New York, waar ze ging werken voor de Theater Owners Booking Association (T.O.B.A.), zoals de meeste Afro-Amerikaanse artiesten in die tijd. De T.O.B.A. was een Amerikaanse organisatie van vaudevilletheaters in het begin van de twintigste eeuw. De (blanke) eigenaren van deze theaters werkten hierin samen bij het boeken van 'zwarte' jazz- en bluesmusici en -zangers, komieken en andere artiesten voor hun shows voor Afro-Amerikaans ('zwart') publiek. Ze trad trad veel op in het Lincoln Theater in New York, en het New Standard Theater in Philadelphia.
In 1922 maakte ze haar eerste opname voor Black Swan Records. Ook won ze een zilveren cup bij een wedstrijd in het Inter-Manhattan Casino (New York). Ze zong haar zelfgeschreven nummer Trixie's Blues en trad op voor veel bekende aanwezigen, onder wie Alice Leslie Carter, Daisy Martin en Lucille Hegamin. Ook in 1922 nam ze het nummer My Man Rocks Me (With One Steady Roll) op. Het staat te boek als een van de eerste seculiere nummers waarin naar rock-'n-roll verwezen wordt. Ze neemt in 1925 de nummers Railroad Blues en The World Is Jazz Crazy and So Am I met Louis Armstrong op Kornet. Smith nam ook veel nummers op onder de naam Trixie Smith & Her Down Home Syncopators. Deze Syncopators stonden onder leiding van pianist, bandleider, arrangeur en componist Fletcher Henderson, en had Louis Armstrong en jazzgitarist Clarence Holiday in de gelederen. Met Henderson zou ze een aantal opnames maken voor Paramount Records. Ook zou ze opnemen met de Original Memphis Five, een band van de trompettist Phil Napoleon.
Eind jaren 1920 was ze te zien als vocalist in onder andere Moonlight Follies Review (1927), New York Review (1928) en Highlights of Harlem Review (1928). Ook kreeg ze een rol in de shows Lily White (1928) en de The Constant Sinner (1931), een stuk van Mae West dat kort speelde op Broadway. In de jaren 1930 speelde ze in vier films, The Black King (1932), Drums O 'Voodoo (1934), Swing! (1938) en God's Step Children (1938).
Vanaf 1938 ging ze weer muziek opnemen, ditmaal voor Decca Records. Gedurende deze tijd nam ze op met Sidney Bechet, Charlie Savers, en Sammy Price. In 1939 nam ze het nummer No Good Man op met Red Allen en Barney Bigard.
Het meest bekend is ze geworden met haar nummers Railroad Blues (1925) en Freight Train Blues (1938), waarin ze het leven beschrijft van de rondreizende mannen en vrouwen van het Great Migration-tijdperk (1913–1946). Net als een aantal van haar collega-blueszangeressen als Bessie Smith, Ethel Waters, Lil Green, en Ma Rainey, was ze een groot voorbeeld voor de Afro-Amerikaanse vrouwen, om zichzelf te gaan ontwikkelen, en onafhankelijk te worden.
In 1991 werd Railroad Blues gebruikt in de film Fried Green Tomatoes en in 2013 werd het nummer My Baby Sends Me, ook bekend als My Daddy Rocks Me (Part 1) gebruikt in de film Blue Jasmine. In 2017 werd haar nummer Jack I'm Mellow gebruik als themesong voor de Amerikaanse komedieserie Disjointed.

## Dood
Trixie Smith overleed op 21 september 1943 in New York, op 48-jarige leeftijd.

## Discografie
| Jaar | Titel                                                     | Genre | Label             |
| ---- | --------------------------------------------------------- | ----- | ----------------- |
| 1924 | Trixie Smith: Complete Recorded Works, Vol. 1 (1922–1924) | Blues | European Document |
| 1939 | Trixie Smith: Complete Recorded Works, Vol. 2 (1925–1939) | Blues | European Document |